# Communauté de communes du Pays de Saint-Méen-le-Grand
La communauté de communes du Pays de Saint-Méen-le-Grand est une ancienne communauté de communes française, située dans le département de l'Ille-et-Vilaine, en région Bretagne.

## Composition
Elle regroupait neuf communes :
| Nom                         | Code Insee | Gentilé      | Superficie (km2) | Population (dernière pop. légale) | Densité (hab./km2) |
| --------------------------- | ---------- | ------------ | ---------------- | --------------------------------- | ------------------ |
| Saint-Méen-le-Grand (siège) | 35297      | Mévennais    | 18,28            | 4 576 (2014)                      | 250                |
| Bléruais                    | 35026      | Bléruaisiens | 3,33             | 110 (2014)                        | 33                 |
| Le Crouais                  | 35091      | Crouaisiens  | 6,25             | 547 (2014)                        | 88                 |
| Gaël                        | 35117      | Gaëlites     | 52,10            | 1 651 (2014)                      | 32                 |
| Muel                        | 35201      |              | 28,90            | 893 (2014)                        | 31                 |
| Quédillac                   | 35234      | Quédillacais | 26,54            | 1 186 (2014)                      | 45                 |
| Saint-Malon-sur-Mel         | 35290      | Malonnais    | 16,07            | 600 (2014)                        | 37                 |
| Saint-Maugan                | 35295      | Malganais    | 8,43             | 563 (2014)                        | 67                 |
| Saint-Onen-la-Chapelle      | 35302      | Onenais      | 24,66            | 1 212 (2014)                      | 49                 |

## Administration

### Siège
Le siège de la communauté de communes était à Saint-Méen-le-Grand, 22 ter rue de Gaël.

### Élus
|                       | Attributions                                                     | Identité         | Qualité                                     |
| --------------------- | ---------------------------------------------------------------- | ---------------- | ------------------------------------------- |
| 1re                   | Finances, fiscalité, subventions et personnel                    | Raymond Huré     | 1er adjoint au maire de Saint-Méen-le-Grand |
| 2e                    | Services techniques, travaux, bâtiments et développement durable | Marcel Minier    | Maire de Muel                               |
| 3e                    | Développement économique, numérique et emploi                    | Claude Josse     | Maire de Gaël                               |
| 4e                    | Social, petite enfance, logement et transport                    | Armel Jalu       | Maire du Crouais                            |
| 5e                    | Voirie et aménagement de l'espace communautaire                  | Marcel Coeudray  | Maire de Saint-Malon-sur-Mel                |
| 6e                    | Tourisme, culture et communication                               | Hélène de Roubin | Maire de Bléruais                           |
| 7e                    | Ordures ménagères et déchets                                     | Claude Trubert   | Maire de Saint-Maugan                       |
| Source : Ouest-France |                                                                  |                  |                                             |

### Liste des présidents
| Période          | Période          | Identité       | Étiquette | Qualité |
| ---------------- | ---------------- | -------------- | --------- | --- |
| octobre 1992     | 1995             | André Guillou  | RPR       | Adjoint au maire de Saint-Méen-le-Grand (1983 → 1995) Conseiller général de Saint-Méen-le-Grand (1964 → 2001) |
| 1995             | avril 2001       | Jean Lecoeuche |           | Maire du Crouais (1989 → 2001)                                                                                |
| avril 2001       | 14 avril 2008    | Bernard Josse  | DVD       | Maire de Saint-Méen-le-Grand (1995 → 2008)                                                                    |
| 14 avril 2008    | 12 novembre 2012 | Michel Cottard | UMP       | Maire de Saint-Méen-le-Grand (2008 → 2014)                                                                    |
| 12 novembre 2012 | 31 décembre 2013 | Hubert Lorand  | SE        | Conseiller municipal de Quédillac (1989 → )                                                                   |